# Королевский сиротский дом
Королевский сиротский дом (нем. Königliches Waisenhaus) — историческое здание в Калининграде, одно из старейших сохранившихся гражданских зданий города. Здание расположено рядом с Закхаймскими воротами у пересечения Московского проспекта и Литовского вала. Современный адрес — Литовский вал 62, довоенный адрес — Вайзенхаусплатц (нем. Waisenhausplatz, то есть «площадь сиротского дома») 1/2.

## История

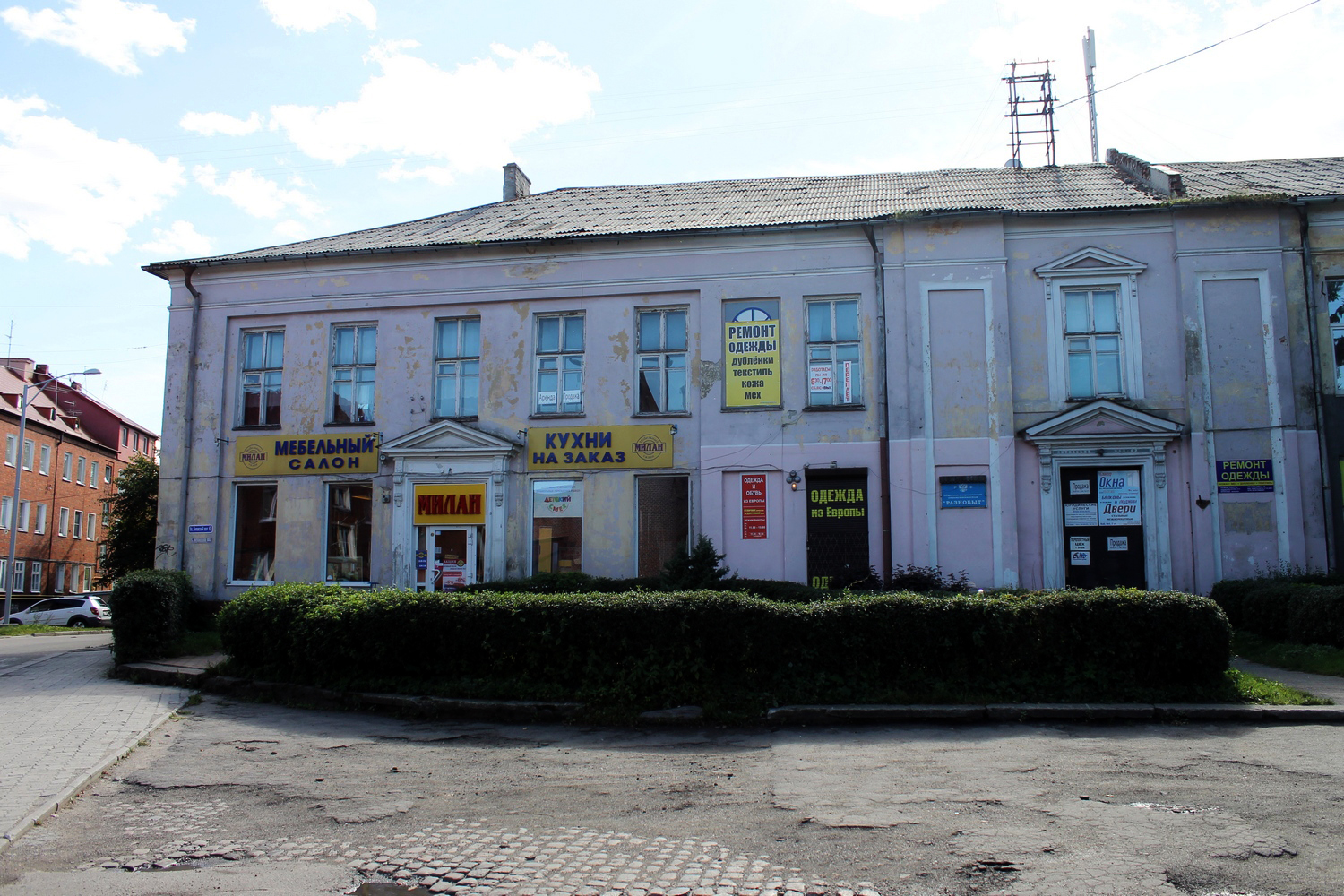
Королевский сиротский дом, современное состояние

Сиротский дом был основан первым прусским королём Фридрихом I в день своей коронации, 18 января 1701 года. В 1703 году строительство было завершено. Архитектором сиротского дома был строительный мастер Йоханн Людвиг Шультхайс фон Унфрид. Сиротский дом — единственное сохранившееся до наших дней здание работы этого архитектора.
Здание несильно пострадало во время Второй мировой войны. К сожалению, именно башня, наиболее узнаваемая часть здания, придававшая ему характерный облик, не пережила разрушительного штурма города в 1945 году. Также при реконструкции после войны исчезла круто скатная черепичная крыша, но в остальном архитектурные формы строения не изменились.
В результате восстановительных работ здание сохранило порталы, окна и карнизы, но утратило башню и было перестроено внутри. Также был перестроен одноэтажный флигель, сохранились только его подвалы. В послевоенное время был также пристроен новый юго-западный двухэтажный флигель.
Постановлением Правительства Калининградской области от 23 марта 2007 года № 132 здание Королевского сиротского приюта получило статус объекта культурного наследия регионального значения. Проект зон охраны утвержден Постановлением Правительства Калининградской области от 06.06.2013 г. № 386.

## Архитектурные особенности
В центре двухэтажного здания приюта расположен ризалит, над которым раньше располагалась башня. Стиль здания — барокко, наиболее явно этот стиль был выражен в оформлении башни, которая, однако, не сохранилась. Башенка была увенчана флюгером в виде одноглавого прусского орла. Во время Семилетней войны, когда Кёнигсберг входил в состав России, прусского орла заменили на двуглавого русского, но после возвращения Кёнигсберга в состав Пруссии его вновь сменил прусский орёл.

## Краткая хронология строительства, реконструкций, перестроек и ремонтов
XV—XVI вв. – предположительное существование церкви.
1701 г. — Начало работ по реконструкции сиротского дома (Директор высшего департамента от строений Йоханн Людвиг Шультхайс фон Унфрид)
1704 г. — Завершение работ по реконструкции сиротского дома
1784 г. — Выявление сгнивших частей стропильной конструкции крыши. Проведены ремонты, реконструкция и обновление большей части стропил.
1809 г. — Перестройка и реконструкция здания. Разделение пространства  церкви перекрытием на два этажа, с размещением там спален и классных комнат (инициатива Карла Августа Целлера)
В 1821—1822 гг. — Перестроен второй этаж в общую спальню и нижний этаж — в два учебных помещения.
1856 г. — Строительство трехэтажного юго-западного флигеля — пристройки к главному зданию в связи с увеличением количества воспитанников для размещения дополнительных классов.
1892 г. — Реконструкция здания и строительство одноэтажного флигеля к двухэтажному  юго-восточному флигелю, в которой организованы помещения для обучения ремеслу, прачечная и бельевая.
Середина XX в. — Реконструкции и ремонты послевоенного периода, пристройка двухэтажного юго-западного флигеля, восстановление одноэтажного флигеля.
2003 г. — Пожар и последующая реконструкция трехэтажного юго-западного флигеля.
2016 г. — Подведены итоги исторических изысканий. Сформирован и утвержден комплексный проект с элементами реставрации и воссоздания, а также приспособления объекта культурного наследия «Здание Королевского сиротского приюта (арх. И. Л. Шультхайс фон Унфрид), 1703 г.»